# Numéro EORI
 (octobre 2017).
Si vous disposez d'ouvrages ou d'articles de référence ou si vous connaissez des sites web de qualité traitant du thème abordé ici, merci de compléter l'article en donnant les références utiles à sa vérifiabilité et en les liant à la section « Notes et références ».
Le numéro EORI (Economic Operator Registration and Identification) est un numéro d'identification unique en matière douanière, obligatoire depuis le 1er janvier 2017 dans l'UE. Il est nécessaire pour les formalités à l'importation et à l'exportation (hors Union européenne).
Il est essentiellement utilisé dans les télé-procédures (déclarations électroniques) liées au dédouanement des marchandises
Les États membres ont mis en place un dispositif permettant de sécuriser les échanges commerciaux entrant et sortant de l'Union européenne. Une base de données communautaire, permettant d'identifier, au moyen d'un numéro unique, chaque opérateur économique ayant des relations avec les administrations douanières de l'Union européenne (UE), ou exerçant des activités couvertes par la législation douanière.

## Où demander le numéro EORI?
Pour une entreprise située en France : auprès du bureau de douane gestionnaire de l’agrément de la société, si celle-ci dispose d’une procédure de dédouanement domiciliée. Si elle n’en dispose pas, il faut s’adresser au Pôle d’action économique (PAE) de la direction régionale des douanes de rattachement. Il est également possible de faire la demande du numéro directement sur le site des douanes : SOPRANO
Pour une entreprise située dans un autre État membre que la France : se rapprocher des douanes du pays où le siège social se situe
Pour une entreprise située hors Union Européenne : se faire immatriculer dans l’État membre où la première opération douanière est réalisée.

## Durée et Validité?
Le numéro EORI attribué est unique et valable sans limite de durée. Le numéro unique EORI est valable dans les 27 États de l’Union européenne. Il peut s’utiliser dans tous les États membres. Compte tenu des délais de traitement des informations nécessaires au niveau communautaire, tout numéro EORI délivré est actif 24 heures après sa délivrance. Vous souhaitez vérifier si votre numéro EORI est valide. Il suffit de vous rendre sur le site de la Commission européenne